# پاتریس مارکوت
پاتریس مارکوت (انگلیسی: Patrice Marquet؛ زادهٔ ۲۳ اکتبر ۱۹۶۶) بازیکن فوتبال اهل فرانسه است.
از باشگاه‌هایی که در آن بازی کرده‌است می‌توان به باشگاه فوتبال لو آور، باشگاه فوتبال لانس، باشگاه فوتبال کن، باشگاه فوتبال باستیا، باشگاه فوتبال بوردو، و باشگاه فوتبال پاری سن ژرمن اشاره کرد.